# Jean-Joseph Allemand
Jean-Joseph Allemand (Marsella, 27 de diciembre de 1772-10 de abril de 1882), algunas veces castellanizado en Juan José Allemand, fue un religioso católico francés, fundador de la Obra de la Juventud.
Juan José Allemand nació en Marsella el 27 de diciembre de 1772. En tiempos de la Revolución francesa fue ordenado sacerdote en la clandestinidad, el 19 de julio de 1789.
Fundó la Obra de la Juventud (Oeuvre de la jeunesse), en mayo de 1799, para la juventud obrera y proletaria de Marsella. Para sostener su obra y protegerla de las persecuciones ideó un Instituto religioso formado por laicos. El resto de su vida se dedicó a la obra, donde desempeñó su trabajo como catequista y como educador, fue el iniciador de la atención a los tiempos libres de los jóvenes en las escuelas, ideó sistemas lúdicos y preparó sugerencias originales para conseguir su formación cristiana. Murió el 10 de abril de 1882.
El instituto fundado por Allemand recibió la aprobación en 1871. Su obra fue de inspiración para el sacerdote francés Joseph-Marie Timon David, quien ingresó a la Obra de la Juventud, y más tarde fundó de la rama sacerdotal: la Congregación del Sagrado Corazón de Jesús.
El proceso informativo en pro a su beatificación fue abierto el 1 de julio de 1935. Por lo que en la Iglesia católica recibe el título de siervo de Dios.